# Tamujoso
El río Tamujoso es un río del sur España, un afluente del río Guadalquivir. Su cauce recorre todo el norte de la comarca de Jaén.
- Datos: Q6138579